# Paul Bruchési
Pour les articles homonymes, voir Bruchési.
Paul Bruchési, de son nom baptismal Louis-Joseph-Paul-Napoléon, né le 29 octobre 1855 et décédé le 20 septembre 1939 à Montréal, est un ecclésiastique canadien. Il est archevêque de Montréal de 1897 à 1939.

## Biographie
Comme Lartigue et Fabre, deux de ses prédécesseurs, Paul Bruchési est né à Montréal, le 29 octobre 1855 pour sa part.
À la fin de son cours classique qu'il fit au Collège de Montréal, Paul Bruchési se rendit à Issy, en France, pour y achever sa philosophie. L'année suivante, 1875, il entrait, à Rome, au Séminaire français, et suivait pendant trois ans les cours de théologie au Collège Romain, et de droit canonique à l'Appollinaire.
La prêtrise lui fut conférée par le cardinal Monaco, dans l'insigne basilique majeure de Saint-Jean-de-Latran, mère de toutes les églises. Dès son retour au Canada, Fabre le choisissait pour son secrétaire privé. 
Mais la réputation de savoir et d'éloquence de M. Bruchési avait franchi les limites du diocèse. Avec l'assentiment de Fabre, le cardinal Taschereau l'appela à Québec pour lui confier la chaire de dogme à l'Université Laval.
En 1885, à son retour d'un second voyage en Europe, les paroisses de Sainte-Brigide et de  Saint-Joseph, à Montréal, eurent les prémices d'un ministère plein d'espérances. Il fut bientôt rappelé à l'archevêché. 

## Réalisations
Dans l'espace de cinq à six ans, il devint chanoine titulaire de la cathédrale, supérieur ecclésiastique des Sœurs de Sainte-Anne de Lachine, vice-recteur par intérim de l'Université Laval, commissaire du gouvernement de la Province de Québec à l'exposition universelle de Chicago, président de la commission des écoles catholiques de Montréal, directeur des missions établies dans la ville de Montréal en faveur des Orientaux et des Italiens, promoteur du premier concile de la province ecclésiastique de Montréal, etc.
Le Souverain-Pontife l'a placé sur le siège archiépiscopal de Ville-Marie. Élu archevêque le 25 juin 1897, il a été sacré à Montréal, en l'église cathédrale, le 8 août suivant, par le cardinal L.-N. Bégin avec comme co-consécrateurs Joseph-Thomas Duhamel et Louis-Philippe-Adélard Langevin. Préconisé au consistoire du 24 mai 1898, Bruchési a été décoré du pallium le 8 août 1898, dans l'église de Notre-Dame. 
En ce qui concerne les soins de santé, il participe à la création de l’Hôpital du Sacré-Cœur de Montréal en 1898 et en 1907, de l’Hôpital Sainte-Justine, fondée par Irma Levasseur et Justine Lacoste-Beaubien, premier hôpital pédiatrique canadien-français de la province. 
Il est à l'initiative de l'important congrès eucharistique de Montréal de 1910.

## Première Guerre mondiale
En 1917, il s'oppose à  la conscription de militaires québécois pour la Première Guerre mondiale, supplie le premier ministre Robert Borden de renoncer à la loi sur le service militaire.

## Succession apostolique
Paul Bruchési a ordonné les évêques suivants :
- Évêque Joseph-Alfred Archambault (1904)
- Évêque François-Théophile-Zotique Racicot (1905)
- Évêque Alexis-Xyste Bernard (1906)
- Évêque William Andrew Macdonell (en) (1906)
- Archevêque Georges Gauthier (1912)
- Archevêque Joseph-Guillaume-Laurent Forbes (1913)

## Ouvrages publiés
- Les conférenciers de Notre-Dame de Paris : conférence faite à l'Institut canadien de Québec, 1884
- Vie de la Vénérable mère d'Youville, fondatrice des sœurs de la charité de Montréal, suivie d'un historique de son institut, 1900
- Histoire de la paroisse de Saint-Liguori, comté de Montcalm, P.Q., 1852-1902 avec une notice biographique du saint patron, 1902
- Histoire de la Révérende mère Marie Séraphine du divin Cœur de Jésus, fondatrice et prieure du premier carmel du Canada, 1908